# Crinum graminicola
Crinum graminicola är en amaryllisväxtart som beskrevs av Inez Clare Verdoorn. Crinum graminicola ingår i släktet Crinum, och familjen amaryllisväxter. Inga underarter finns listade i Catalogue of Life.